# Rozstrzębowo
Rozstrzębowo – wieś w Polsce położona w województwie kujawsko-pomorskim, w powiecie nakielskim, w gminie Kcynia.
Historia
Osada Rozstrzębowo zajmowała zawsze ważne miejsce wśród dóbr ziemskich w południowej części ziemi nadnoteckiej. W źródłach pisanych  wspomniana została po raz pierwszy w roku 1373. [AK: O ówczesnych właścicielach nie mamy jednak żadnych informacji.]
W dniu 3 kwietnia 1745 roku od pani Agnieszki Złotnickiej, z domu Jemielskiej, dziedziczki na Dziewierzewie, Szczepicach, Kuspit, Adamowiczach i in. za 7700 złotych (tymfów) gotówką 538 hektarowe szlacheckie dobra Rozstrzembowo koło Szubina, kupił Krzysztof  Gregor. W akcie zakupu wykonywanie jurysdykcji zostało przyznane nowemu właścicielowi. Śluby, chrzciny i inne akty religijne miały być prowadzone przez kościół katolicki w Kcyni. 
Właściciel miał wolne prawo zbycia nabytych dóbr w całości lub w części, co szybko wykorzystał. W 1747 r. wydzielił z obszaru dóbr pięć gospodarstw, które odsprzedał pięciu osadnikom, pozostawiając sobie największą część oraz generalne prawo własności. W ten sposób powstała wieś sołtysia (wolnych włościan) Rozstrzębowo. Wizja dóbr z 7.X.1754 opisuje: Z Szczepic do Roztrębowa idąc, tam wszystkie budynki nowe, dobre. Osada była malowniczo położona, zabudowania rozłożyły się wokół stawu otoczonego topolami. Niewielki staw, zwany  "Stawem Mnichów", zapewne służył niegdyś klasztorowi karmelitów w Kcyni jako staw rybny, były tam jeszcze drewniane śluzy i koryta do jego napełniania i opróżniania. Stara smolarnia służyła niegdyś do produkcji węgla drzewnego. 
Córkę Krzysztofa, Marię Gregor poślubił Jerzy Wojciech Kunkel z Sokołowa (ur. 1740ca w Sokołowie, zm. 1804), syn Krzysztofa, dzierżawcy  z Sokołowa w domenie Podstolice w starostwie budzyńskim.
W czasach wojen napoleońskich syn  Jerzego Wojciecha, Jerzy Kunkel uzbrojony w szablę, co było przywilejem szlachty, wraz z równie wojowniczą żoną swego syna Jana, właściciela ziemskiego w Rozstrzębowie, bronić musieli osady przed nękającymi ją maruderami z przeciągających wojsk francuskich. 
Po roku 1919 Rozstrzębowo powróciło w granice Polski. 1 lipca 1924 Albert Gustaw Kunkel, syn Zygmunta otrzymał od Rządu Polskiego potwierdzenie nadania ziemi w Rozstrzębowie [Koerner]. W r. 1919/20 w Rozstrzębowie kwaterowały przez 13 miesięcy polskie oddziały powstańcze, a podczas ataku Niemców na miasto Kcynię wieś 3 lutego dostała się pod ogień artyleryjski, co spowodowało znaczne straty w zabudowaniach.
Wojciech (Albert)  Kunkel z Rozstrzębowa, był poznańskim radcą rolniczym, oraz zasiadał w zarządach licznych organizacji społecznych i samorządowych. Był członkiem rady powiatu, a 7 października 1924 r. powołany został w skład Rady Szkolnej nowo utworzonej szkoły katolickiej w Rozstrzębowie.

## Znane osoby
Tu, 14 października 1794, urodził się Marcin Gregor (zm. 1863), polski duchowny ewangelicki, profesor uniwersytetu w Królewcu.

## Podział administracyjny
W latach 1975–1998 miejscowość administracyjnie należała do województwa bydgoskiego.

## Demografia
Według Narodowego Spisu Powszechnego (III 2011 r.) liczyła 112 mieszkańców. Jest 33. co do wielkości miejscowością gminy Kcynia.